# ルドルフ・エッシャー

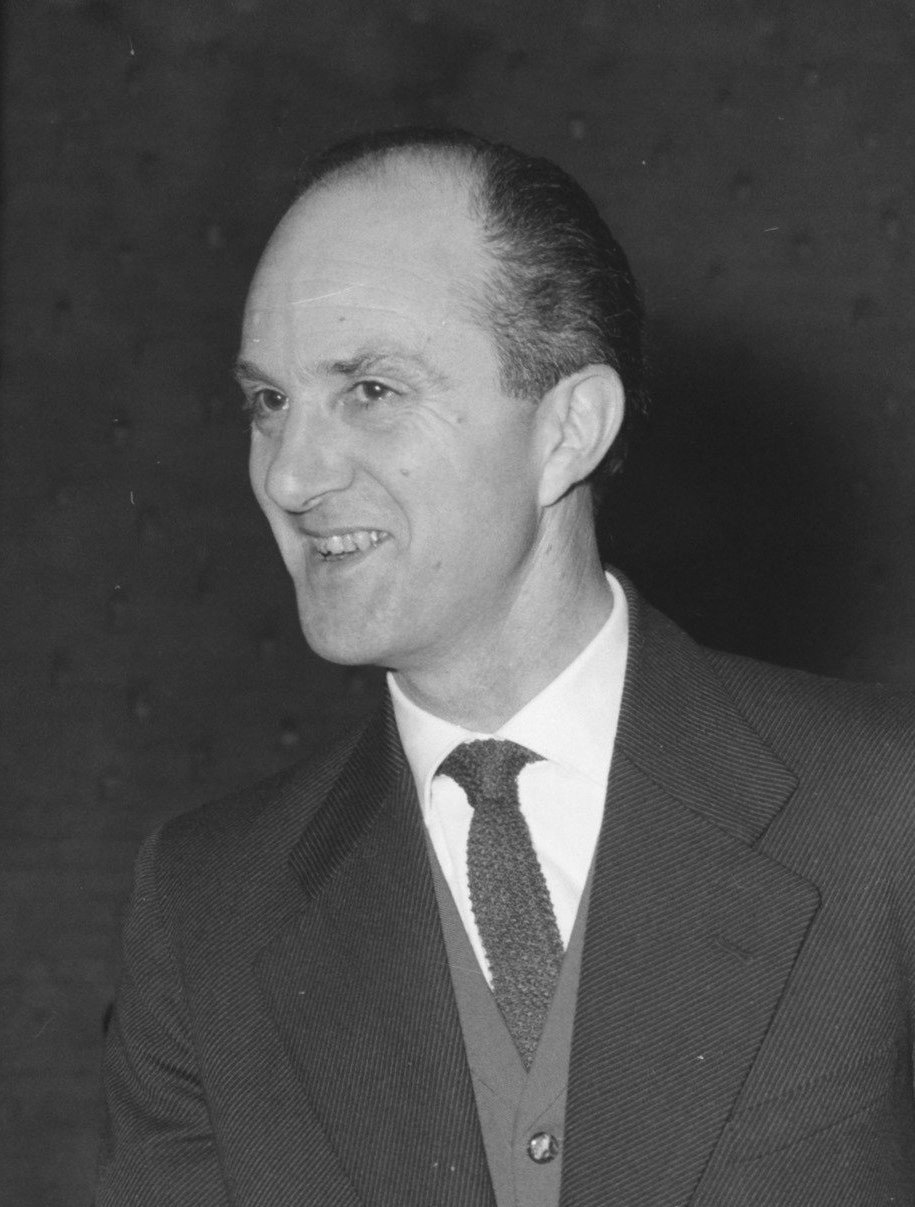
ルドルフ・エッシャー (1960)

ルドルフ・エッシャー（Rudolf George Escher、1912年1月8日 - 1980年3月17日）は、オランダの作曲家。
アムステルダム出身。父のベレンド・ゲオルギ・エッシャーは地質学者で、祖父のゲオルギ・アルノルド・エッシャーはお雇い外国人として来日したことがあり、画家のマウリッツ・エッシャーは叔父である。4歳から9歳まで父の仕事でバタヴィアに居住し、父からピアノの手ほどきを受けた。
1922年にオランダに戻り、ライデンに住んだ。1931年にロッテルダム音楽院に入り、ピアノとチェロを学んだ。1934年から1937年までウィレム・ペイペルに作曲を師事し、1935年にピアノソナタで作曲家デビューした。しかし初期の作品の多くは1940年5月14日のロッテルダム爆撃で失われた。
エッシャーの音楽にはクロード・ドビュッシーとモーリス・ラヴェル、ルネサンス音楽、さらにはグレゴリオ聖歌やガムランの影響がみられ、非常に複雑なポリフォニーが特徴である。
1977年、ワーヘナール賞を受賞した。

## 作品

### 管弦楽
- 弦楽オーケストラのための協奏曲（1948）
- 交響曲第1番（1954）
- 交響曲第2番（1958）

### 室内楽
- ソナタ～フルート・デュオのための（1944）
- ソナタ～フルートのための（1949）
- ソナタ～ヴァイオリンとピアノのための（1949）
- ラヴェルの墓～フルート・オーボエ・弦楽三重奏・ハープシコードのための（1952）
- 弦楽三重奏曲（1959）
- モノローグ～フルートのための（1969）
- ソナタ～クラリネットのための（1973）
- 三重奏曲～クラリネット・ヴィオラ・ピアノのための（1979）
- ソナタ～フルートとピアノのための（1979）

### ピアノ曲
- ピアノソナタ第1番（1935）
- カプリッチオ（1936）
- アルカーナ（1944）
- ハバネラ（1945）
- ノン・トロッポ（1949）
- ソナチナ（1951）

## 文献
- Escher, Beatrijs, ed. Rudolf Escher: het oeuvre, catalogue raisonné. Amsterdam, 1998.
- Samama, Leo. ‘Escher, Rudolf.’ Grove Music Online. Oxford Music Online. 19 Januari 2011.
- Samama, Leo. ‘Vermeulen, Pijper en Escher - Drie erflaters in de muziek van de twintigste eeuw: drie vrienden.’ Erflaters van de twintigste eeuw. Amsterdam: Querido, 1991: 264-289. [in Dutch]
- Voermans, Erik, ed. Brieven, 1958-1961. Zutphen, 1992. [correspondence between Escher and P. Schat, in Dutch].